# 健'z
健'z（けんズ）は、ミュージシャンの黒沢健一と音楽評論家である萩原健太の二人が2003年に結成したアコースティックカバーユニットである。2004年からは曾我泰久・高田みち子を加えた健'z with Friendsとして活動。

## メンバー
- 黒沢健一（ボーカル・ギター）
- 萩原健太（ギター・コーラス）
- 曾我泰久（ボーカル・コーラス・ギター）
- 高田みち子（ボーカル・コーラス）

※個々のメンバーの活動は各項目を参照

## ディスコグラフィー

### アルバム
- 健'z（2003年12月3日）
  1. VANILLA SKY
  2. MELT AWAY
  3. I JUST WASN'T MADE FOR THESE TIMES
  4. BABY'S REQUEST
  5. EVERY NIGHT
  6. HEART OF THE COUNTRY
  7. SO BAD
  8. JUNK
- 健'z with Friends（2005年7月13日）「健'z with Friends」名義
  1. SURF'S UP
  2. DON'T TALK
  3. FOREVER
  4. FOOLS RUSH IN
  5. DAIRY
  6. RUBY BABY
  7. LEAVES THAT ARE GREEN
  8. CALICO SKIES
  9. THE NIGHT HAS A THOUSAND EYES
  10. WILL YOU LOVE ME TOMORROW
  11. THIS I SWEAR
  12. SAVE YOUR HEART FOR ME